# Liste de journalistes emprisonnés en Turquie
En Turquie, de nombreux journalistes sont persécutés et emprisonnés dans tout le pays.  Vous trouverez ci-dessous une liste exhaustive des prisonniers, passés et présents. 
231 journalistes ont été arrêtés depuis le 15 juillet 2016. Selon le groupe de défense des droits Stockholm Centre for Freedom basé en Suède, chargé de suivre les poursuites engagées contre des journalistes turcs, en 2018, 122 journalistes ont été condamnés à une peine d'emprisonnement. 

## Liste des journalistes arrêtés
Voici une liste non exhaustive de journalistes arrêtés en Turquie. Une nouvelle liste mise à jour et consultable de journalistes emprisonnés a été établie par le Centre de la liberté de Stockholm, qui a indiqué que 165 journalistes avaient été arrêtés, 75 condamnés et 148 recherchés au 30 décembre 2018. 
| Nom                  | Media                                        | Poste                                  | Date d'arrestation | Statut                                       | Informations complémentaires |
| -------------------- | -------------------------------------------- | -------------------------------------- | ------------------ | -------------------------------------------- | --- |
| Abdulcebbar Karabeğ  | Azadiya Welat                                | correspondant à Mersin                 | 2010-09-26         | relaxé le 2012-11-02                         | détenu à la fermée prison de Hatay |
| Abdullah Çetin       | Dicle Haber Ajansı                           | correspondant à Kurtalan               | 2011-12-16         | relaxé le 2014-06-25                         | détenu à la prison type D de Diyarbakır |
| Abdullah Civan       | Today's Zaman                                |                                        | 2016-9-2           | condamné le 2017-5-26                        | condamné à 10 années et 5 mois, détenu à Izmir |
| Abdullah Kılıç       | Meydan                                       | correspondant                          | 2016-07-25         | détention provisoire                         | condamné à 6 années et 3 mois le 8 mars 2018. Détenu dans la Silivri prison, İstanbul |
| Abdülkader Civan     | Today's Zaman                                |                                        | 2016-09-02         | condamné                                     | condamné à 10 années et 5 mois le 26 mai 2017 |
| Ahmet Altan          | Taraf                                        | journaliste                            | 2016-09-10         | détention provisoire                         | Accusé de répandre des messages subliminaux annonçant le coup d'état militaire. Condamné à perpétuité en isolement en 2018. |
| Ahmet Akyol          | Dicle Haber Ajansı                           | correspondant à Adana                  | 2011-05-09         | relaxé le 2012-11-06                         | était détenu dans la prison de type M de Ceyhan, Adana |
| Ahmet Birsin         | Gün TV                                       | Coordinateur général                   | 2009-04-14         | condamné                                     | condamné à 21 années de prison pour avoir administré une organisation terroriste en Mars 2017 |
| Ahmet Böken          | TRT                                          |                                        | 2016-08-18         | condamné                                     | condamné à 9 années et 9 mois de prison. |
| Ahmet Torun          | TRT                                          |                                        |                    |                                              | condamné à 7 années et 5 mois de prison. |
| Ali Konar            | Azadiya Welat                                | correspondant à Elazig                 | 2010-05-27         | condamné                                     | condamné à 7 années et 6 mois de prison le 22 octobre 2015 |
| Ali Özparun          | TRT                                          |                                        |                    | détention provisoire                         | |
| Ali Ünal             | Yeni Hayat                                   |                                        | 2016-08-16         | condamné le 2018-11-14, détention provisoire | condamné à 19 années et 6 mois de prison, détenu dans la prison de type F de Buca Kırıklar |
| Arif Çelebi          |                                              |                                        |                    | relaxé le 2014-05-08                         | détenu pendant 7 années et 8 mois |
| Aykut Yildir         | TRT                                          |                                        |                    | détention provisoire                         | |
| Ayşe Oyman           | Özgür Gündem                                 | rédactrice en chef                     | 2011-12-24         | relaxé le 2014-03-03                         | détenu dans la prison pour femmes de type L à Bakırköy, Istanbul |
| Aytekin Gezici       | Seyhan Belediyesi                            |                                        | 2016-08-26         | détention provisoire                         | condamné à 9 années de prison le 16 Fevrier 2018 |
| Aziz Tekin           | Azadiya Welat                                | correspondant à Mardin                 | 2012-01-29         | arrêté                                       | détenu dans la prison de type E à Mardin |
| Bayram Kaya          | Yeni Hayat                                   |                                        | 2016-07-29         | arrêté, détention provisoire                 | condamné à 6 années et 3 mois de prison le 8 mars 2018 |
| Bayram Namaz         | Atılım                                       | rédacteur                              | 2006-09-10         | relaxé le 2014-05-08                         | détenu pendant 7 années et 8 mois dans la prison de type F de Edirne |
| Bedri Adanır         | Aram Yayınları, Hawar                        | directeur général                      | 2010-01-08         | relaxé le 2012-11-27                         | détenu pendant 689 jours à la prison de type D à Diyarbakır |
| Cengiz Kapmaz        | Özgür Gündem                                 | rédacteur                              | 2011-11-26         | condamné                                     | |
| Cengiz Dogan         | Azadiya Welat                                |                                        | 2009-04-20         | condamné                                     | condamné à 17 années et 1 mois de prison |
| Çağdaş Kaplan        | Dicle Haber Ajansı                           | correspondant à Istanbul               | 2011-12-20         | relaxé le 2013-02-11                         | détenu à la prison de type F de Kandira |
| Cuma Ulus            | Can Erzincan TV                              |                                        | 2016-08-06         | Condamné                                     | condamné à 6 années 3 mois de prison le 8 mars 2018 |
| Davut Uçar           | Etik Ajans                                   | directeur                              | 2011-12-24         | arrêté                                       | détenu à la prison de Type F de Kandira |
| Deniz Yıldırım       | Aıdinlik                                     | Rédacteur en chef                      | 2009-11-09         | relaxé en mars 2014                          | condamné pour avoir révélé une conversation téléphonique d'Erdogan aux medias |
| Deniz Yücel          | Die Welt, taz                                | journaliste                            | 2017-02-14         | relaxé le 2018-02-16                         | emprisonné à Istanbul |
| Derek Stoffel        | CBC News                                     | journaliste                            | 2013-06-12         | relaxé le 2013-06-12                         | |
| Dilşah Ercan         | Azadiya Welat                                | correspondant à Mersin                 | 2011-12-24         | arrêté                                       | détenu dans la prison de type M de Ceyhan, Adana |
| Dilek Demiral        | Özgür Gündem                                 | Journaliste                            | 2010-09-26         | relaxé le 2014-03-03                         | détenu dans la prison pour femme de type L de Bakırköy, Istanbul |
| Ebru Umar            | Metro, Libelle                               | Journaliste, rédactrice, éditorialiste | 2016-04-23         | partiellement relaxée le 2016-04-24          | Journaliste hollandaise, arrêtée pour avoir insulté le président turc Erdoğan. Il lui est interdit de quitter la turquie pour les pays bas, en attente d'enquête à venir.                                                                                |
| Eda Akıllı Şanlı     | Bizim Antalya                                | éditorialiste                          | 2016-07-25         | détention provisoire                         | |
| Ekrem Dumanlı        | Zaman Gazetesi                               | directeur général                      | 2014-12-14         | relaxé le 2014-12-19,                        | |
| Emre Soncan          | Zaman                                        | correspondant                          | 2016-07-24         | emprisonné                                   | condamné à 10 années et 5 mois le 10 avril 2018 |
| Enis Berberoğlu      | Zaman                                        |                                        | 14 June 2017       | relaxé le 20 septembre 2018                  | condamné à 25 années de prison le 14 juin 2017, la condamnation a été réduite à 5 années et 10 mois le 13 Fevrier 2018. relaxé jusqu'à la fin de son mandat au parlement turc                                                                            |
| Erdal Süsem          | Eylül                                        |                                        | 2010-02-10         | condamné                                     | détenu condamné à perpétuité |
| Erol Zavar           | Odak                                         | directeur                              | 2007-01-20         | arrêté                                       | détenu dans la prison de type F à Sincan, Ankara |
| Ersin Şanlı          | TRT                                          | manager                                | 2016-7-20          |                                              | |
| Ertuğ Bozkurt        | Dicle Haber Ajansı                           | rédactrice en chef                     | 2011-12-24         | arrêté                                       | détenu dans la prison de type F à Kandira |
| Fatih Özgür Aydın    |                                              |                                        | 2011-07-25         | arrêté                                       | |
| Fatma Koçak          | Dicle Haber Ajansı                           | directrice                             | 2011-12-24         | arrêtée                                      | détenue dans la prison pour femmes de type L de Bakırköy, Istanbul |
| Faysal Tunç          | Dicle Haber Ajansı                           | correspondant à Sirnak                 | 2007-04-05         | condamné                                     | condamné deux fois à 6 années et 3 mois |
| Ferhat Çiftçi        | Azadiya Welat                                | correspondante à Gaziantep             | 2011-02-16         | arrêtée                                      | détenu dans la prison pour femmes de type H à Gaziantep |
| Füsun Erdoğan        | Özgür Radyo                                  | coordinateur général                   | 2006-09-10         | relaxé 2014-05-08                            | détenu pendant 7 années et 8 mois à la prison de type T de Kandira |
| Gülnaz Yıldız        | Mücadele Birliği                             |                                        | 2012-04-26         | condamné                                     | condamné à 3 années et 9 mois de prison |
| Gülsen Aslan         | Dicle Haber Ajansı                           | correspondant à Batman                 | 2012-02-20         | relaxé le 2012-10-15                         | détenu dans la prison de type M à Batman |
| Habip Güler          | Zaman                                        | correspondant                          | 2016-07-25         | détention provisoire, condamné               | condamné à 6 années et 3 mois le 8 mars 2018. détenu dans la prison de Silivri. |
| Hakan Soytemiz       |                                              |                                        | 2010-09-25         | relaxé le 2012-09-24                         | |
| Halil İbrahim Balta  | Zaman, Yarına Bakış                          | correspondant                          | 2016-07-25         | condamné, détention provisoire               | condamné à 6 années et 3 mois le 8 mars 2018 |
| Hanim Büşra Erdal    | Yeni Hayat                                   |                                        | 2016-07-29         | condamné, détention provisoire               | condamné à 6 années et 3 mois le 8 mars 2018 |
| Hamit Dilbahar       | Azadiya Welat                                | rédacteur                              | 2010-02-13         | condamné                                     | condamné à 16 années d'emprisonnement. |
| Hamza Güneri Gök     | TRT                                          |                                        | 2017-01-30         | condamné                                     | condamné à 6 années et 3 mois le 26 Fevrier 2019. |
| Hasan Özgüneş        | Azadiya Welat                                | rédacteur                              | 2011-10-28         | arrêté                                       | détenu la prison de type F Kandira |
| Hatice Duman         | Atılım                                       | directeur                              | 2003-04-01         | condamné                                     | condamné à perpétuité détenu à la prison de type M de Gebze |
| Hayati Yildiz        | Azadiya Welat                                |                                        | 2017-03-01         | relaxé après détention provisoire            | relaxé le 20 September 2017 |
| Hidayet Karaca       | Samanyolu TV                                 | propriétaire                           | 2014-12-14         | condamné                                     | condamné à 31 années d'emprisonnement le 3 Novembr e2017. |
| Hikmet Çiçek         |                                              |                                        | 2008-03-25         | arrêté                                       | |
| Hüseyin Deniz        | Evrensel                                     | correspondant                          | 2011-12-24         | relaxé le 2014-03-27                         | détenu dans la prison de type F de Kandira |
| İlker İlkan          | Azadiya Welat                                |                                        | 2016-09-09         |                                              | relaxé le 12 octobre 2017 |
| Ismail Yıldız        | Dersim                                       | directeur                              | 2011-12-24         | relaxé le 2013-02-11                         | détenu dans la prison de type F de Kandira |
| Kadri Gürsel         | Cumhuriyet                                   | journaliste                            | 2016-10            | relaxé le 2017-09-25                         | Il a été accusé, avec d'autres membres de l'équipe de Cumhuriyet de terrorisme en lien avec le parti Kurde PKK, le parti du front de libération populaire (DHKP-C), et l'organisation Fethullahiste (FETÖ) entre autres groupes cités dans l'accusation. |
| Kenan Baş            | Zaman                                        | correspondant                          | 2016-07-25         | Relaxé le 29 mars 2017, détention provisoire | |
| Kenan Karavil        | Radyo Dünya                                  | directeur général                      | 2009-12-11         | relaxé le 2010-10-22                         | détenu à la prison de type F de Kürkçüler, Adana |
| Kenan Kırkaya        | Dicle Haber Ajansı                           | correspondant à Ankara                 | 2011-12-24         | relaxé le 2014-03-27                         | détenu à la prison de type F de Kandira |
| Mazlum Dolan         | Dicle Haber Ajansı                           | correspondant à Diyarbakır             | 2016-02-19         | relaxé                                       | relaxé après 15 mois dans la prison de Diyarbakir |
| Mazlum Özdemir       | Dicle Haber Ajansı                           | rédacteur en chef                      | 2011-12-24         | relaxé le 2014-03-27                         | détenu à la prison de type F de Kandira |
| Mediha Olgun         | Sözcü                                        |                                        | 2017-05-26         | relaxé                                       | relaxé le 22 septembre 2017 |
| Mehmet Akif Öztürk   | TRT                                          |                                        | 2019-02-26         |                                              | condamné à 8 années et 9 mois de prison |
| Mehmet Anıl          | Etkin Haber                                  |                                        | 2016-10-07         | relaxé le 2016-12-14                         | |
| Mehmet Baransu       | Taraf                                        | correspondant et éditorialiste         | 2015-03-02         |                                              | détenu à la prison de Metris |
| Mehmet Dener         |                                              |                                        | 2016-07-22         | relaxé le 2017-03-24                         | |
| Mehmet Emin Yıldırım | Azadiya Welat                                | directeur général                      | 2011-12-24         | relaxé le 2014-03-27                         | détenu à la prison de type F de Kandira |
| Mehmet Güneş         | Türkiye Gerçeği                              | rédacteur                              |                    | relaxé le 2012-10-05                         | détenu pendant 310 jours à la prison de type ,F numéro 2 de Tekirdağ |
| Mehmet Haberal       | Kanal B                                      | propriétaire                           | 2009-04-17         | arrêté                                       | |
| Mehmet Yeşiltepe     | Devrimci Hareket                             | rédacteur                              | 2009-04-30         | arrêté                                       | détenu à la prison de type F de Tekirdağ |
| Miktat Algül         | Mersin Mezitli FM (radio) and Ulus Newspaper |                                        | 2010-05-17         | arrêté                                       | condamné à 60 années et 5 mois de prison. |
| Murat Aksoy          |                                              | journaliste                            | 2017-04            | relaxé le 2017-10-25                         | emprisonné puis relaxé. Il avait été suspecté de liens avec le réseau de médias de FETÖ. il a été accusé d'être un membre d'organisation terroriste et de participer à une tentative de coup d'état.                                                     |
| Murat Aydın          |                                              |                                        | 2011-10-22         | arrêté                                       | |
| Murat Öztürk         | Çorum Manşet                                 |                                        | 2016-08-21         | relaxé                                       | relaxé le 16 mai 2017 |
| Musa Kart            | Yürüyüş                                      |                                        | 2012-09-18         | arrêté                                       | détenu à la prison de Silivri |
| Mustafa Balbay       | Cumhuriyet                                   | correspondant à Ankara                 | 2009-03-06         | relaxé le 2013-12-09                         | détenu dans la prison de type E de Sincan, Ankara pour 4 années et 277 jours |
| Mustafa Gök          | Ekmek ve Adalet                              | correspondant à Ankara                 | 2004-02-19         | détenu                                       | condamné à perpétuité pour tentative de changement de l'ordre constitutionnel par la force. |
| Mustafa Ünal         | Yeni Hayat                                   |                                        | 2016-07-29         | détenu                                       | condamné à 10 années et 6 mois le 8 juillet 2018 |
| Mümtazer Türköne     | Yarına Bakış                                 |                                        | 03-08-2016         | détenu                                       | condamné à 10 années et 6 mois le 6 juillet 2018 |
| Nahide Ermiş         | Demokratik Modernite                         | administratrice                        | 2011-12-24         | relaxée le 2014-01-14                        | détenue à la prison pour femme de type L de Bakirköy, Istanbul |
| Nazlı Ilıcak         | Bulvar, Bugün, Hurriyet                      | éditeur, journaliste                   | 2016-07-29         | détenu/emprisonné en attente d'appel         | condamné à perpétuité avec isolement en 2018 |
| Nedim Türfent        | Dicle Haber Ajansı                           | correspondant à Van                    | 2016-05-12         | détenu                                       | condamné to 8 années and 9 mois in prison on 15 December 2017 |
| Nevin Erdemir        | Özgür Gündem                                 | rédacteur en chef                      | 2011-12-24         | relaxé le 2014-03-27                         | détenu at the L-Type women prison in Bakirköy, Istanbul |
| Nilgün Yıldız        | Dicle Haber Ajansı                           | correspondant à Mardin                 | 2011-12-24         | arrêté                                       | détenu at the L-Type women prison in Bakirköy, Istanbul |
| Nurettin Fırat       | Özgür Gündem                                 | rédacteur                              | 2011-12-24         | arrêté                                       | détenu at the F-Type prison in Kandira |
| Nuri Yeşil           | Azadiya Welat                                | correspondant à Tunceli                | 2010-05-27         | arrêté                                       | détenu at the E-Type prison in Elbistan |
| Oktay Candemir       | Dicle Haber Ajansı                           | journaliste                            | 2011-12-24         | relaxé le 2012-11-16                         | détenu at the F-Type prison in Kandira |
| Olgun Matur          | Bizim Antalya                                | propriétaire                           | 2016-07-25         | arrêté                                       | |
| Ömer Çelik           | Dicle Haber Ajansı                           | correspondant à Istanbul               | 2011-12-24         | arrêté                                       | détenu at the F-Type prison in Kandira |
| Ömer Çiftçi          | Demokratik Modernite                         | propriétaire                           | 2011-12-24         | relaxé le 2013-02-11                         | détenu at the F-Type prison in Kandira |
| Ömer Faruk Çalışkan  | Özgür Halk                                   | directeur général                      | 2008-07-19         | arrêté                                       | détenu at the F-Type prison in Kandira |
| Ozan Kılınç          | Azadiya Welat                                | rédacteur en chef                      | 2010-07-22         | détenu                                       | condamné to 32 années in prison. |
| Özlem Ağuş           | Dicle Haber Ajansı                           | correspondant à Adana                  | 2011-12-24         | arrêté                                       | détenu at the women prison in Karatas, Adana |
| Pervin Yerlikaya     | Dicle Haber Ajansı                           | correspondant à Istanbul comptable     | 2011-12-24         | relaxé le 2013-02-11                         | détenu at the L-Type prison in Bakirköy, Istanbul |
| Ramazan Pekgöz       | Günlük                                       | rédacteur en chef                      | 2011-12-20         | relaxé le 2014-05-12                         | |
| Sadık Topaloğlu      | Dicle Haber Ajansı                           | correspondant à Urfa                   | 2011-12-24         | arrêté                                       | détenu at the F-Type prison in Kandira |
| Saša Petricic        | CBC News                                     | journaliste                            | 2013-06-12         | relaxé le 2013-06-12                         | |
| Selahattin Aslan     | Demokratik Modernite                         |                                        | 2011-12-24         | arrêté                                       | détenu at the F-Type prison in Kandira |
| Selma Tatli          | Zaman                                        |                                        | 2018-11-28         | arrêté puis relaxé                           | |
| Semiha Alankuş       | Demokratik Modernite                         |                                        | 2011-12-24         | relaxé le 2014-03-27                         | détenu at the F-Type prison in Kandira |
| Sevcan Atak          | Özgür Halk                                   | rédacteur en chef                      | 2010-06-18         | arrêté                                       | condamné to 7 années and 6 mois in prison. |
| Seyithan Akyüz       | Azadiya Welat                                | correspondant à Adana                  | 2009-12-11         | arrêté                                       | condamné in 4 trials to 21 années and 9 mois in total. |
| Sibel Güler          | Özgür Gündem                                 | journaliste                            | 2011-12-24         | relaxée le 2014-03-03                        | détenue à la prison pour femme de type L de Bakirköy Istanbul |
| Sinan Aygül          | Dicle Haber Ajansı                           | correspondant à Bitlis                 | 2011-01-23         | relaxé le 2012-11-07                         | détenu à la prison de type E à Muş |
| Şirin Çoban          | Azadiya Welat                                |                                        | 2016-09-09         | relaxé                                       | relaxé le 12 octobre 2017 |
| Soner Yalçın         | OdaTV, Hürriyet                              | propriétaire, journaliste              | 2011-02-14         | relaxé le 2012-12-27                         | détenu à la prison de type L de Silivri |
| Sultan Şaman         | Hevîya Jinê                                  | rédacteur en chef                      | 2012-02-07         | arrêté                                       | détenu à la prison de Batman |
| Şahabettin Demir     | Dicle Haber Ajansı                           | correspondant à Van                    | 2010-09-05         | détenu                                       | condamné à 15 années de prison. |
| Serkan Canbaz        | TRT                                          |                                        | 2016-12-30         | détenu                                       | condamné à 6 années et 10 mois 15 jours de prison le 16 Fevrier 2019. |
| Şükrü Sak            | Akıncı Yol ve Baran Dergisi                  | directeur général                      | 2010-04-26         | arrêté                                       | détenu dans la prison de type E de Sivas |
| Tayip Temel          | Azadiya Welat                                | rédacteur                              | 2011-10-08         | arrêté                                       | détenu à la prison de type D de Diyarbakir |
| Tuncay Özkan         | ex-Kanaltürk                                 | propriétaire                           | 2008-09-27         | arrêté                                       | détenu à la prison de type L de Silivri |
| Turabi Kişin         | Özgür Gündem                                 |                                        | 2012-01-02         | arrêté                                       | détenu à la prison de type F de Kandira |
| Turgut Usul          | TRT                                          | présentateur                           | 2018-01-04         | arrêté                                       | emprisonné puis relaxé. |
| Turhan Özlü          | Ulusal Kanal                                 | directeur général                      | 2011-10-08         | arrêté                                       | détenu à la prison de type L à Silivri |
| Ünal Tanik           | Rotahaber                                    |                                        | 18-01-2017         | arrêté                                       | condamné à 6 années et 3 mois d'emprisonnement le 8 mars 2018. |
| Vedat Demir          | Yarına Bakış                                 | éditorialiste                          | 2016-08-03         | relaxé le 2017-02-17                         | détenu à la prison de Silivri |
| Yalçın Küçük         |                                              | rédacteur                              | 2011-03-07         | arrêté                                       | détenu à la prison de type L de Silivri |
| Yüksel Genç          | Özgür Gündem                                 | rédactrice                             | 2011-12-24         | arrêtée                                      | détenue à la prison pour femme de type L de Bakirköy, Istanbul |
| Zehra Doğan          | Jinha                                        | journaliste                            | 2017 - March       | arrêté/ relaxé le 24 - 02 - 2019             | condamné à 2 années 9 mois et 22 jours de prison |
| Zehra Firdevsoğlu    | Mukavemet                                    |                                        |                    | arrêté                                       | |
| Zeynep Kuray         | Birgün                                       | correspondante à Istanbul              | 2011-12-24         | relaxée le 2013-04-26                        | détenue à la prison pour femme de type L de Bakirköy, Istanbul |
| Ziya Çiçekçi         | Özgür Gündem                                 | propriétaire                           | 2011-12-24         | relaxée le 2013-02-11                        | détenue à la prison pour femme de type F de Kandira |
| Zuhal Tekiner        | Dicle Haber Ajansı                           | propriétaire                           | 2011-12-24         | relaxé le 2013-02-11                         | détenue à la prison pour femme de type L, de Bakirköy, Istanbul |

## Motifs de poursuites
Des journalistes kémalistes et /ou nationalistes ont été arrêtés sous le chef d'accusation de l'affaire Ergenekon et plusieurs journalistes de gauche et kurdes ont été arrêtés sous l'accusation de propagande pour le PKK, considérée comme une organisation terroriste.    
Après l'opération de corruption des 17 et 25 décembre 2013 et en particulier après la tentative de coup d'État du 15 juillet, les appartements de journalistes ont été perquisitionnés et envoyés en prison. Des journalistes tels que Mehmet Baransu et Ece Sevim Ozturk, qui enquêtaient sur la «tentative de coup d'État», ont été arrêtés.    
Des  médias tels que le journal Zaman, l'agence de presse Cihan News et Samanyolu TV, affiliées au groupe Fethullah Gülen, ont été confisquées. Les journalistes travaillant dans ces institutions ont été emprisonnés. Des journalistes tels que Hidayet Karaca et Ahmet Altan ont été condamnés à la prison à vie. Par le biais de décrets publiés, des dizaines de journaux, télévision, radio, magazine, et site Web ont été fermés.    
Le cadre juridique sur le crime organisé et le terrorisme est imprécis et contient des définitions qui peuvent faire l'objet d'abus, menant à de nombreuses inculpations et condamnations. L'application des articles 6 et 7 de la loi antiterroriste combinée aux articles 220 et 314 du code pénal turc conduit à des abus. Parallèlement aux pressions éventuelles exercées sur la presse par des représentants de l'État et à la menace de licenciement de journalistes critiques, cette situation peut conduire à une autocensure généralisée. Les interdictions fréquentes des sites Web suscitent de graves préoccupations. 
La plupart des journalistes emprisonnés le sont sur la base des textes juridiques suivants : 
- La loi turque contre le terrorisme (également connue sous le nom de Terörle Mücadele Yasası, TMY), articles 5 et 7 relatifs aux articles du Code pénal relatifs aux infractions terroristes et aux organisations ou aux personnes assistant ou faisant de la propagande en relation avec ces organisations, ainsi que l'allongement des peines;
- Le code pénal turc (également connu sous le nom de Türk Ceza Kanunu, TCK), article 314 relatif à la création, au commandement ou à l'appartenance à une organisation armée dans le but de commettre certaines infractions[37].

## Trois types de journalistes ciblés
Selon un rapport publié par le Comité pour la protection des journalistes (CPJ), les autorités turques se livrent à de nombreuses poursuites pénales et à l'emprisonnement de journalistes. Ils des formes de pression sévères pour promouvoir l'autocensure dans la presse. Le CPJ a identifié des lois très répressives, en particulier dans le code pénal et la loi antiterroriste. Selon cette organisation, le code de procédure pénale favorise grandement l'État. Elle dénonce également un ton hostile à la presse sévère aux plus hauts niveaux du gouvernement. La situation de la liberté de la presse en Turquie a atteint un point critique.  Ce rapport mentionne 3 types de journalistes ciblés: 
- Les journalistes d'investigation et critiques, victimes des poursuites contre l'état.
- Les Journalistes kurdes: les autorités turques associent le soutien à la cause kurde avec le terrorisme même. En ce qui concerne les journalistes kurdes, les activités de collecte d'informations telles que des conseils sur le terrain, la couverture de manifestations et la conduite d'interviews sont la preuve d'un crime.
- Dommages collatéraux de l'assaut général contre la presse : les autorités mènent l'une des plus grandes campagnes anti-presse du monde de l'histoire récente. Des dizaines de rédacteurs et de rédacteurs en chef sont en prison, presque tous pour terrorisme ou autres accusations portées contre l'État.

## Préoccupations
Des préoccupations persistent quant aux droits de la défense, à la longueur de la détention provisoire et aux mises en accusation excessivement longues et cumulatives.  
Un rapport publié par le représentant de l'OSCE pour la liberté des médias  décrit un certain nombre de préoccupations concernant le cas de journalistes arrêtés en Turquie : 
- Les tribunaux imposent souvent des peines d’emprisonnement exceptionnellement longues. La plus longue condamnation est de 166 ans et la plus longue peine d'emprisonnement demandée pour un journaliste est de 3 000 ans.
- De nombreux journalistes sont passibles d'une double peine d'emprisonnement à perpétuité en cas de condamnation, certains sans possibilité de libération conditionnelle. Les tribunaux n’ont pas tendance à accorder la libération provisoire des accusés.
- Il est à craindre que les arrestations et les longues détentions préventives sans condamnation ne soient utilisées comme une forme d'intimidation.
- Les détentions préventives restent très longues. Dans certains cas, les journalistes emprisonnés pendant trois ans au moins attendent toujours d'être jugés. Certains journalistes sont emprisonnés depuis plus de cinq ans alors que leur procès est en cours.
- Les journalistes font souvent face à plusieurs procès et sont souvent condamnés pour plusieurs infractions. Il y a un journaliste qui fait face à 150 affaires judiciaires.
- Les médias sont souvent considérés comme des organes de publication d'organisations illégales. Les tribunaux considèrent que rendre compte de ces problèmes équivaut à les soutenir.
- Les journalistes sont souvent emprisonnés dans des prisons de haute sécurité, où ils doivent purger leur peine avec les criminels les plus dangereux. Il n’est pas rare non plus que les journalistes soient placés en cellule d'isolement pendant de longues périodes.

## Articles liés
- Censure en Turquie
- Droits de l'homme en Turquie
- Droits de l'homme en Europe
- Échange international sur la liberté d'expression
- La liberté des médias en Turquie